# Союз МС-04
«Союз МС-04» — российский транспортный пилотируемый космический корабль серии «Союз МС» семейства «Союз», старт которого состоялся 20 апреля 2017 года в 10:13 мск с космодрома Байконур. Во время полёта доставлены два участника экспедиции МКС-51/ 52 к международной космической станции. Это 131-й пилотируемый полёт корабля серии «Союз», первый полёт которого состоялся в 1967 году. 

## Экипаж
| Космонавт        | Должность                                                        | № полёта      | Корпорация    |               |               |               |
| Экипаж старта    | Экипаж старта                                                    | Экипаж старта | Экипаж старта | Экипаж старта | Экипаж старта | Экипаж старта |
| ---------------- | ---------------------------------------------------------------- | ------------- | ------------- | ------------- | ------------- | ------------- |
| Фёдор Юрчихин    | Командир ТПК «Союз МС», бортинженер МКС-51, командир МКС-52      | 5             | Роскосмос     |               |               |               |
| Джек Фишер       | Бортинженер-1 ТПК «Союз МС», бортинженер МКС-51/52               | 1             | НАСА          |               |               |               |
| Дублёры          |                                                                  |               |               |               |               |               |
| Сергей Рязанский | Командир экипажа                                                 | 2             | Роскосмос     |               |               |               |
| Рэндольф Брезник | Бортинженер-1                                                    | 2             | НАСА          |               |               |               |
| Экипаж посадки   |                                                                  |               |               |               |               |               |
| Фёдор Юрчихин    | Командир ТПК «Союз МС», бортинженер МКС-51, командир МКС-52      | 5             | Роскосмос     |               |               |               |
| Джек Фишер       | Бортинженер-1 ТПК «Союз МС», бортинженер МКС-51/52               | 1             | НАСА          |               |               |               |
| Пегги Уитсон     | Бортинженер-2 ТПК «Союз МС», бортинженер МКС-50, командир МКС-51 | 3             | НАСА          |               |               |               |

## Подготовка к полёту
В начале июля 2015 года основной экипаж ТПК «Союз МС-04» и МКС 51/52 в составе космонавтов Роскосмоса Александра Мисуркина (командир), Николая Тихонова и астронавта НАСА Марка Т. Ванде Хая приступил к подготовке в ЦПК имени Ю. А. Гагарина к космическому полёту. Запуск «Союз МС-04» был предварительно запланирован на 11 марта 2017 года.
В октябре 2016 года, в связи с сокращением численного состава российских космонавтов в экипажах МКС до двух человек, экипаж ТПК «Союз МС-04» был полностью изменён, а старт перенесен на 27 марта 2017 года. 28 октября 2016 года Межведомственная комиссия Госкорпорации «РОСКОСМОС» утвердила составы основных и дублирующих экипажей длительных экспедиций (МКС-51/52, 52/53, 53/54, 54/55) к Международной космической станции в 2017 году. К полёту на ТПК «Союз МС-04» готовятся: космонавт Фёдор Юрчихин (командир) и астронавт Джек Фишер (бортинженер), которые планировались к полёту на ТПК «Союз МС-05» в мае 2017 года. Место третьего члена экипажа планируется занять грузовым контейнером.
С 1 по 17 ноября 2016 года Фёдор Юрчихин, Джек Фишер, а также астронавт Паоло Несполи проходили на космодроме Байконур предстартовую подготовку в составе дублирующего экипажа ТПК «Союз МС-03».
В январе 2017 года транспортный пилотируемый корабль с заводским номером 734, который готовился для доставки экипажа «Союз МС-04» на МКС, был заменён на ТПК с заводским номером 735 (готовился для полета экипажа «Союз МС-05»). По сообщению Роскосмоса — замена кораблей не связана с техническими причинами. Старт перенесен на 20 апреля 2017 года.
5 апреля 2017 года основной и дублирующий экипаж «Союз МС-04» прибыли на космодром Байконур для проведения заключительного этапа подготовки к космическому полету. 6 апреля 2017 года члены экипажей провели примерку скафандров «Сокол-КВ» и их проверку на герметичность, осмотрели космический корабль, проверили систему радиосвязи, лазерный дальномер, ознакомились с бортовой документацией, изучили программу полета и список запланированных к доставке на МКС грузов. 7 апреля на космодроме Байконур состоялась церемония поднятия флагов стран, участвующих в запуске «Союз МС-04». Произведена заправка корабля компонентами топлива и сжатыми газами. 12 апреля 2017 года специалисты РКК «Энергия» провели авторский осмотр ТПК «Союз МС-04» и выполнили комплекс технологических операций по накатке головного обтекателя ракеты-носителя «Союз-ФГ». 15 апреля проведена общая сборка ракеты космического назначения «Союз-ФГ», были проведены операции по установке системы аварийного спасения экипажа и стыковке головного блока с ТПК «Союз МС-04» с третьей ступенью ракеты-носителя. 17 апреля ракета космического назначения «Союз-ФГ» с ТПК «Союз МС-04» вывезена на стартовую площадку № 1 («Гагаринский старт») космодрома Байконур и установлена в пусковую установку.
19 апреля Государственная комиссия утвердила основной и дублирующий экипажи ТПК «Союз МС-04», после чего космонавты и астронавты провели традиционную предстартовую пресс-конференцию.

## Полёт
Пуск ракеты-носителя с транспортным космическим кораблём «Союз МС-04» состоялся 20 апреля 2017 года в 10:13 мск с Гагаринского старта (площадка № 1) космодрома Байконур. Сближение корабля с МКС проходило по четырёхвитковой шестичасовой схеме. В 16:19 мск «Союз МС-04» пристыковался к модулю «Поиск» российского сегмента МКС. Сближение выполнялось в автоматическом режиме под контролем специалистов Главной оперативной группы управления российским сегментом МКС в Центре управления полётами и российских членов экипажей транспортного корабля и станции. В 18:25 мск члены экипажа перешли на борт МКС.
На МКС экипажу экспедиций МКС-51/52 предстоит проведение регламентных работ по поддержанию работоспособности станции и дооснащению её оборудованием. Также запланированы работы с транспортными грузовыми кораблями серии «Прогресс МС», Cygnus и Dragon; подготовка к возвращению на Землю двух членов экипажа экспедиции МКС-50/51 на ТПК «Союз МС-03» и обеспечение стыковки корабля «Союз МС-05» с экипажем МКС-52/53 к малому исследовательскому модулю «Рассвет» (МИМ1). В ходе экспедиций МКС-51/52 планируется реализовать 531 сеанс по 62 экспериментам. 60 экспериментов начато в предыдущих экспедициях, 2 эксперимента («Терминатор», «ИМПАКТ») являются новыми.
3 сентября 2017 года в 4:22 мск корабль совершил посадку на территории Казахстана в 148 км к юго-востоку от города Жезказган.

## Эмблема
23 ноября 2015 на странице «Космос: Начало пути!», на тот момент проходивший подготовку в качестве командира экипажа ТПК «Союз МС-04» Александр Мисуркин объявил о начале открытого конкурса на создание эскиза эмблемы корабля. На эскизе должна была появиться комбинация изображений орла «Альтаир» (позывной экипажа) и непосредственно корабля «Союз». В течение 22 дней в специально отведенный альбом было загружено более 150 работ, а 15 февраля 2016 года были объявлены результаты. Первое место занял эскиз уроженца Ростовской области Алексея Тарапата.
После утверждения новых составов Александр Мисуркин был назначен командиром экипажа ТПК «Союз МС-06», а экипаж ТПК «Союз МС-04» в составе командира Фёдор Юрчихин и бортинженера Джек Фишер разработали свою версию эмблемы экспедиции. Идеей для эскиза эмблемы стала эмблема второй лунной миссии «Аполлон-12». Классический парусник символизирует мечту о полёте в космос и космический корабль «Союз МС-04», стремящийся к МКС. Символическим изображением станции является яркая звезда (слева от корабля). Звёзды, из которых состоит шлейф, идущий за кораблем — это отсылка к эмблеме экспедиции МКС-52, командиром которой станет Фёдор Юрчихин во второй части своей работы на станции. Позади корабля в контуре Земли изображены рисунки Константина Циолковского космической тематики. По внешнему кругу эмблемы нанесены: название корабля, фамилии членов экипажа, флаги России и США, логотип Роскосмоса. 13 января 2017 года экипажи пилотируемых кораблей «Союз МС-04» и «Союз МС-05» утвердили эмблемы миссий.
На время космического полёта члены основного экипажа выбрали для себя неформальные образы персонажей из произведений Марка Твена — Тома Сойера и Гекльберри Финна, создав постер с их изображением и девизом-цитатой «Дорога легче, когда встретится добрый попутчик» из кинофильма «Белое солнце пустыни».

## Название корабля
Транспортный пилотируемый корабль «Союз МС-04» получил собственное имя — «Арго». Как сказал командир корабля Фёдор Юрчихин, это имя дано было потому, что космонавты и астронавты считают себя путешественниками, как аргонавты, которые путешествовали на корабле с именем «Арго». Джек Фишер считает что это женское имя, а Фёдор Юрчихин полагает, что Арго — имя мужское. Благодаря этому экипаж следующей миссии задумался о названии своего корабля.

## Индикатор невесомости
Талисманом и индикатором невесомости экипажа стал плюшевый щенок, о котором космонавт Фёдор Юрчихин говорит: «Он никогда меня не покидал и готовится к своему уже пятому полету. Он стойко переносит все трудности: покоряет со мной горные вершины, летает в космос, погружается под воду». Другими индикаторами невесомости стали фигурки персонажей мультфильма телестудии Роскосмоса «Космические Юра и Нюра», которые после полёта космонавт планирует передать в детский онкологический центр. Талисманом астронавта NASA Джека Фишера стало игрушечное цветное Солнце — символ больницы, в которой от рака вылечили его дочь.